# Фонотов, Георгий Поликарпович
Георгий Поликарпович Фонотов (29 ноября 1915, Новая Каракуба, Екатеринославская губерния — 20 сентября 2006) — советский и российский библиотековед, библиотечный деятель и публицист, Заслуженный работник культуры РСФСР (1978).

## Биография
Родился 29 ноября 1915 года в селе Ново-Каракуба.
В 1923 году поступил в семилетнюю школу, которую он окончил в 1930 году. Не имея возможности в то время поступить учиться, работал в колхозе и на шахте вплоть до 1936 года. В 1936 году поступил в Донецкий зоотехникум, который он окончил в 1941 году. В процессе учёбы в Донецком зоотехникуме увлёкся библиотековедением и администрация предложила ему переехать в Москву и поступить в МГБИ, что он и сделал после окончания учёбы в зоотехникуме, который он окончил в 1947 году с перерывом на два года. В 1944 году он был мобилизован в армию в связи с ВОВ и направлен на фронт в качестве политработника, одновременно с этим поступил ещё в военно-инженерное училище после демобилизации в 1947 году поступил на аспирантуру в МГУКИ, которую он окончил в 1950 году. В 1961 году был принят на работу в ГБЛ, где он отработал вплоть до 1962 года. В 1962 году был избран на должность инспектора библиотечной инспекции Министерства культуры СССР, затем был повышен в должности до заместителя начальника Управления по делам библиотек, данные должности он занимал вплоть до 1980 года. В 1980 году был принят на работу во Всесоюзный институт повышения квалификации работников культуры, где он заведовал кафедрой культуры. В 1984 году был избран на должность и. о. директора ВИПКРК (АПРИКТа), после прихода постоянного директора в 1986 году, был избран на должность доцента, а в 1997 году был избран на должность профессора кафедры библиотековедения и информатики.
Скончался 20 сентября 2006 года.

### Личная жизнь
Георгий Фонотов женился на Марии Дворяновой — библиотекаре и преподавателе, которая взяла фамилию супруга. Сын — Андрей Фонотов (26 марта 1947, Ленинград, СССР), советский и российский общественный деятель, кандидат (1975) и доктор экономических наук (1992). Дочь Ирина Георгиевна Фонотова (род. 1941) — преподаватель Библиотечного Техникума.

## Научные работы
Основные научные работы посвящены проблемам библиографии, кадровой политики, книговедения и отраслевого библиотечного дела. Автор ряда научных работ.